# سيرة حب (مسلسل 2014)
سيرة حب مسلسل رومانسي، درامي، مصري من إنتاج سنة 2014. المسلسل من إخراج محمد جمال العدل، وتأليف محمد رشاد العربي، ومن بطولة سيرين عبد النور، ومكسيم خليل، وخالد سليم، وهاني عادل، ورشا مهدي.

## ملخص القصة
يتناول العمل قصة الفتاة صاحبة الأصول المصرية اللبنانية (سيرين عبد النور )، التي تقع في حيرة بين حب رجلين مصريين، يقوم بدوريهما (مكسيم خليل)، و(خالد سليم) الذي يجسد دور مهندس كمبيوتر، تنقلب حياته عندما يقع في غرامها، ليتحول من شخص لا يشغله سوى علاقاته النسائية المتعددة إلى رجل يسعى للوصول لقلب هذه الفتاة.

## طاقم التمثيل
- سيرين عبد النور[5]
- مكسيم خليل
- خالد سليم
- هاني عادل
- رشا مهدي
- فرح
- سلوى محمد علي
- وليد فواز
- إنجي أباظة
- عمرو ممدوح
- إسلام سعيد
- سامية أسعد
- محمد يسري
- جيسيكا نصار
- عصام الأشقر
- ياسر علي ماهر
- لمياء الأمير
- كمال سليمان
- إيمان سلامة
- إنعام سالوسة
- رضا إدريس
- محمد مرزبان
- شاهيناز القماش
- أسامة أسعد
- نورهان
- ريهام عبد الغفور
- سامي العدل
- حمدي حفني
- محمد راضي
- محمد قشطة

## إنتاج
- كتب محمد رشاد العربي قصة مسلسل. وكان مسلسل من أخراج محمد جمال العدل وإنتاج محمد مشيش.